# Legismus
Legismus (čínsky: český přepis fa-ťia, pchin-jin fǎjiā, znaky 法家), občas pod vlivem angličtiny legalismus, je čínský filozofický směr vzniklý v období válčících států.
Legismus je založen na přesvědčení, že většina lidí myslí především na své zájmy i na úkor ostatních a proto musí být omezena zákazy a hrozbou trestu. Zákazy, tresty a odměny má stanovit zákon (法 fa, základní pojem legismu), před kterým jsou si všichni lidé, kromě panovníka, rovni. Legisté, k nejvýznamnějším patřili Šang Jang a Chan Fej, požadovali důsledné plnění povinností poddaných vůči státu, povyšování a odměňování podle zásluh a schopností.
Od 4. století př. n. l. legistické principy našly praktické použití především ve státech Chan (TZ: 韓; ZZ: 韩, hán) a Čchin (秦, qín). Ty se staly centralizovanými státy se silnou panovnickou mocí, legističtí filozofové se pak věnovali novému problému kontroly úřednictva.
Hlavním legistickým reformátorem byl svého času Šang Jang (390–338 př. n. l.), který se zasazoval o administrativní a sociopolitické inovace. Jeho četné reformy učinily z původně nevýznamného státu Čchin vojensky silné a silně centralizované království. Legalismus z velké části „v podstatě rozvíjel určité myšlenky“, které stály za Šangovými reformami a které napomohly Čchinu v jeho konečném vítězství nad ostatními čínskými státy v roce 221 př. n. l.